# رلاینت فاکس
رلاینت فاکس (Reliant Fox) خودرویی است که در سال‌های ۱۹۸۳ تا ۱۹۹۰تولید شده‌است.‌
موتور آن ۸۴۸ سی‌سیسیستم جعبه‌دندهٔ آن به صورت دستی است.